# Gilvossius setimanus
Gilvossius setimanus is een tienpotigensoort uit de familie van de Callianassidae. De wetenschappelijke naam van de soort is voor het eerst geldig gepubliceerd in 1844 door De Kay.